# Annales Sindelfingenses
Gli Annales Sindelfingenses sono una cronaca redatta nell'abbazia di Sindelfingen tra il XIII e il XV secolo. La sua redazione fu iniziato nel 1261 dal canonico di Sindelfingen Heinrich von Meßkirch, per poi essere proseguita da Konrad von Wurmlingen e, dopo la sua morte nel 1295, da vari canonici sconosciuti, fino a che il monastero fu trasferito a Tubinga nel 1477. Al suo interno erano contenute informazioni riguardo alla fondazione del monastero di Sindelfingen, alla genealogia dei conti di Calw tra l'XI e il XII secolo, la storia tedesca tra i secoli XIII e XV e, infine, una serie di necrologi. Tuttavia, sono stati tramandati solo sei estratti incompleti risalenti al XV o al XVI secolo.